# Kristina Sabasteanski
Kristina Sabasteanski-Viljanen (* 1. April 1969 in Pittsfield) ist eine frühere US-amerikanische Biathletin, die an acht zusammen Olympischen Winterspielen und Biathlon-Weltmeisterschaften teilnahm.
Kristina Sabasteanski lebt in Richmond und ist Soldatin. 1986 begann sie mit dem Biathlonsport. Ihr erstes Weltcuprennen bestritt sie 1995 in Oberhof, in einem Einzel belegte sie den 41. Platz. Höhepunkt der ersten internationalen Saison wurden die Biathlon-Weltmeisterschaften 1995 in Antholz, bei denen sie 70. des Einzel, 44. des Sprints und mit Stacey Wooley, Beth Coats und Ntala Skinner als Startläuferin der Staffel Achte wurde. Noch in derselben Saison gewann Sabasteanski in Lillehammer als 24. eines Einzels erstmals Weltcuppunkte. Ihr bestes Resultat bei einem Großereignis erreichte die US-Amerikanerin bei den Biathlon-Weltmeisterschaften 1996 in Ruhpolding, wo sie 20. des Einzels wurde und mit Skinner, Joan Miller Smith und Wooley im Staffelrennen den 14. Platz belegte. Im Jahr darauf nahm sie an den Biathlon-Weltmeisterschaften 1997 in Osrblie teil und kam auf die Ränge 41 im Einzel sowie 14 mit Skinner, Wooley und Deborah Nordyke als Schlussläuferin der Staffel.
Bei den Olympischen Winterspielen 1998 in Nagano kam Sabasteanski auf den Strecken von Nozawa Onsen in zwei Rennen zum Einsatz. Im Sprint erreichte sie den 33. Platz, im Staffelrennen wurde sie mit Skinner, Wooley und Kara Salmela 15. Das noch nicht olympische Verfolgungsrennen wurde wenig später in Pokljuka ausgetragen, Sabasteanski wurde 36. Zuvor belegte sie im Sprint mit Platz neun ihre erste und einzige Top-Ten-Platzierung im Weltcup. 1999 kamen bei der WM in Kontiolahti die Plätze 48 im Sprint und mit Rachel Steer, Salmela und Jill Troutner Platz 12 im Staffelrennen hinzu. Das Einzel musste wetterbedingt an den Holmenkollen in Oslo verlegt werden, wo die US-Amerikanerin auf den 60. Platz kam. An selber Stelle fanden auch die Biathlon-Weltmeisterschaften 2000 statt, bei denen Sabasteanski im Einzel den 61. Platz erreichte, 57. im Sprint wurde, im Verfolgungsrennen als überrundete Läuferin das Ziel nicht erreichte und im Staffelrennen nicht mehr zum Einsatz kam, da die US-Staffel zuvor überrundet aus dem Rennen genommen wurde. Es folgte in Chanty-Mansijsk die Teilnahme an den Sommerbiathlon-Weltmeisterschaften 2000. Sabasteanski wurde bei den Wettbewerben im Crosslauf 13. in Sprint und Verfolgung und gewann mit Ann Sorenson, Troutner und Nicole Hunt hinter den Vertretungen aus Weißrussland und Russland mit der US-Staffel die Bronzemedaille. Bei den Militär-Skiweltmeisterschaften 2001 in Jericho belegte sie Platz 30 im Sprint. Letzter Höhepunkt und Saisonabschluss wurden die Olympischen Winterspiele 2002 von Salt Lake City. Bei den Wettkämpfen in ihrem Heimatland, die auf Rennstrecken in Soldier Hollow ausgetragen wurden, kam Sabasteanski im Einzel auf den 55. Platz und wurde mit Andrea Nahrgang, Salmela und Steer als Schlussläuferin der Staffel 15.

## Biathlon-Weltcup-Platzierungen
Die Tabelle zeigt alle Platzierungen (je nach Austragungsjahr einschließlich Olympische Spiele und Weltmeisterschaften).
- 1.–3. Platz: Anzahl der Podiumsplatzierungen
- Top 10: Anzahl der Platzierungen unter den ersten zehn (einschließlich Podium)
- Punkteränge: Anzahl der Platzierungen innerhalb der Punkteränge (einschließlich Podium und Top 10)
- Starts: Anzahl gelaufener Rennen in der jeweiligen Disziplin
- Staffel: inklusive Mixed-Staffel

| Platzierung         | Einzel | Sprint | Verfolgung | Massenstart | Team | Staffel | Gesamt |
| ------------------- | ------ | ------ | ---------- | ----------- | ---- | ------- | ------ |
| 1. Platz            |        |        |            |             |      |         |        |
| 2. Platz            |        |        |            |             |      |         |        |
| 3. Platz            |        |        |            |             |      |         |        |
| Top 10              |        | 1      |            |             |      | 3       | 4      |
| Punkteränge         | 3      | 1      |            |             |      | 12      | 16     |
| Starts              | 23     | 31     | 7          | 1           |      | 14      | 76     |
| Stand: Karriereende |        |        |            |             |      |         |        |